# Heckler & Koch AG-C/EGLM
AG-C/EGLM — однозарядний 40 мм гранатомет, який прикріплюється до штурмових гвинтівок типу AR-15, в тому числі HK416/17. Гранатомет випускає компанія Heckler and Koch, попередником був AG36. EGLM є анаграмою «Enhanced Grenade Launching Module» (Покращений Гранатометний Модуль). Існують моделі, які використовуються окремо. Пристрій приєднують під стволом і перед магазином. До гвинтівки додають окрему систему прицілювання для AG-C/EGLM, тому що стандартні приціли гвинтівки не підходять до гранатомета. AG-C/EGLM може стріляти фугасними, димовими, освітлювальними, картечними, газовими та тренувальними гранатами.

## Оператори
- Нідерланди — Використовують варіант AG-NL, призначений для гвинтівок Diemaco C7 та C8 і має позначення UGL.
- Об'єднане Королівство — AG-C під назвою L17A1 (для використання з карабіном C8SFW/L119A1) і AG-SA80 під назвою L123A3 (для використання з гвинтівкою SA80/L85).[1]
- Польща — AG-HK416 встановлено на HK416 у силах спеціальних операцій Польщі.
- Канада
- Норвегія — Встановлено на HK416 та Diemaco SFW
- Мексика[2]